# Arnaut Mami
Arnaut Mami (in arabo مامي أرناؤوط‎?, Māmī Arnāʾūṭ; ... – 1600) è stato un corsaro ottomano di origine albanese.
Attivo nel XVI secolo, è stato ammiraglio e comandante supremo dei vascelli islamici nell'Algeria ottomana.
Nel 1571 prende parte alla Battaglia di Lepanto.
È a capo di una rivolta dei marinai contro il Pascià Rabadan che è messo in fuga, e prende temporaneamente il potere prima del ritorno di Hasan Pascià nel 1582.
Famoso e temuto nella sua epoca, il suo nome rimane nella letteratura per aver diretto con Dali Mami l'attacco alla galea spagnola El Sol e la cattura di Miguel de Cervantes e di suo fratello Rodrigo il 26 settembre 1575.
Muore nel 1600.